# 丹麦美洲殖民地

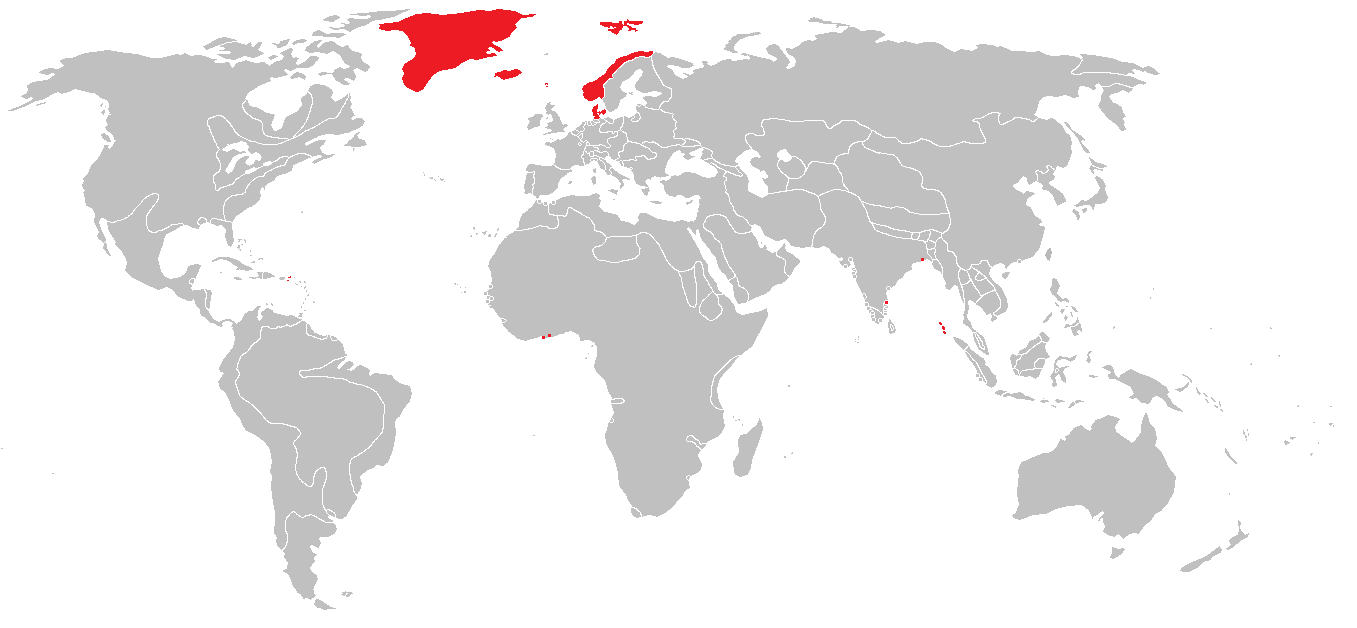
丹麦-挪威联合王国在1800年时的大致版图

丹麦（其前身丹麦-挪威联合王国），在17至20世纪曾建立过一个殖民帝国。自从十三世纪起，丹麦或挪威任何一方都曾多次对格陵兰有过领土声称。

## 格陵兰
格陵兰自980年左右期开始有维京人定居，并于1261年屈服于挪威统治。挪威于1397年与丹麦和挪威形成卡尔马联合，从那时它的海外领地（包括格陵兰）都臣服于哥本哈根的国王。此后，在格陵兰的斯堪的纳维亚民族的定居点逐年减少，在1408年纪录的一次婚礼成为最后的史料记录，此后，欧洲人基本于格陵兰的定居点失去了一切联系。尽管如此，挪威依旧对格陵兰保持土地声称。瑞典建立了独立的国家后，挪威和丹麦在1536年重组为丹麦-挪威政治联盟，挪威一直以来对格陵兰的主权声明便让渡给了新组合的王国。十七世纪六十年代，一只北极熊被加入到了丹麦国徽中。在这段时期， 丹麦和挪威的船只，以及其他欧洲国家的船只开始在格陵兰附近地区捕鲸，但是没有国家的居民对该地有正式的再次殖民。 

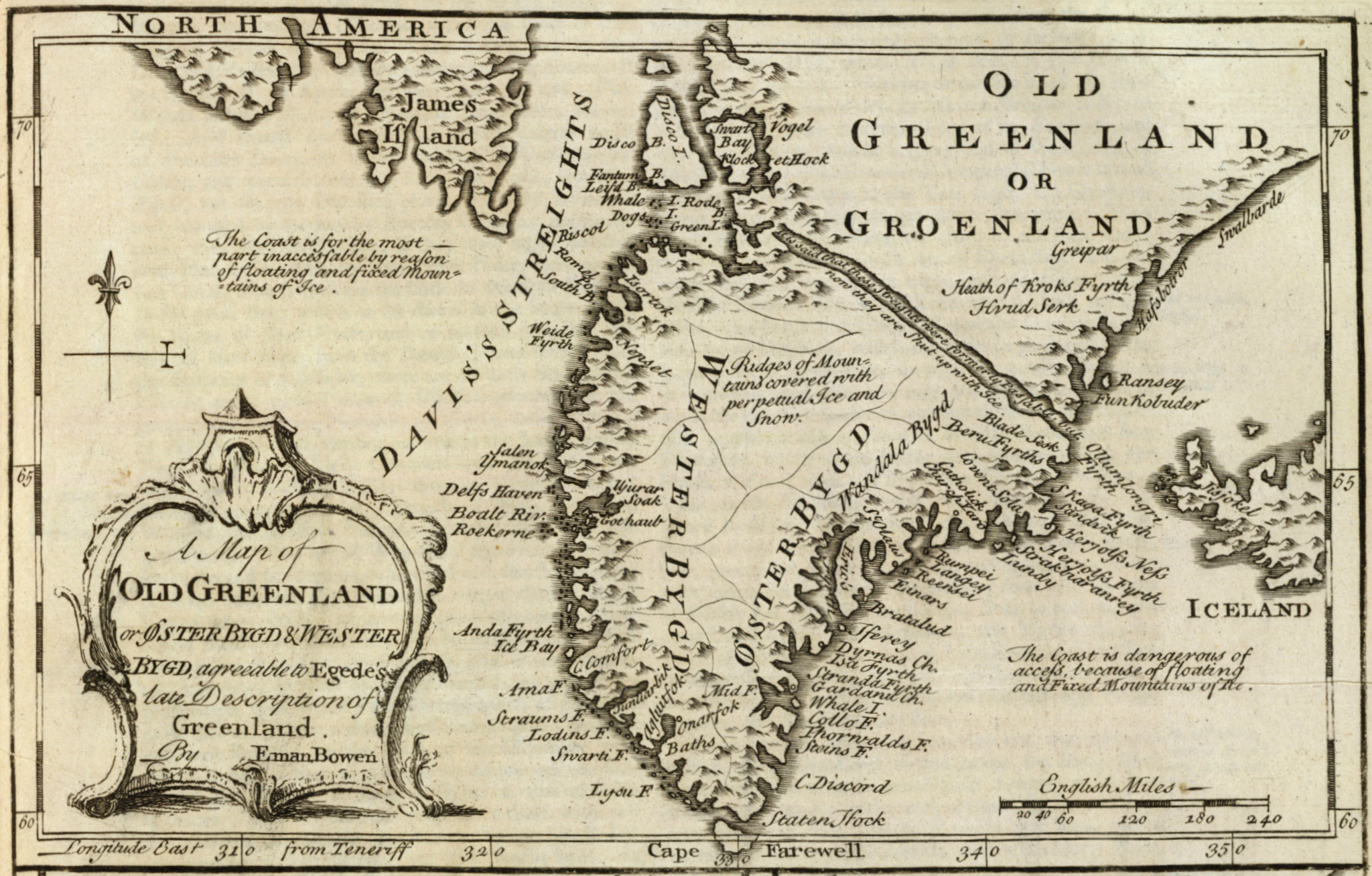
一张1747年绘制的的格陵兰地图，从今天来看错误百出。

1721年，丹麦教会教士汉斯埃歌德和他的伯根格陵兰公司获得了来自弗雷德里克四世国王的皇家特许权，该特许权授予他们在格陵兰更为广泛的权威，并提供资金以供他们寻找从前的北欧定居点，以及对当地居民传播新教（丹麦认为那些居民应该仍然信奉天主教或不信教。）

## 西印度群岛

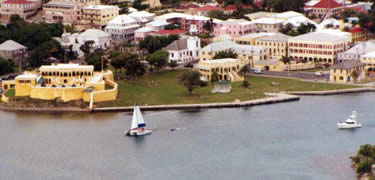
克里斯琴斯特德， 丹属西印度群岛

探险家（主要为挪威探险者），科学家，商人（主要为丹麦商船）以及来自丹麦-挪威的居民在17世纪末至18世纪初逐渐占有了丹属西印度群岛。（今美属维京群岛，被美国购买）